# Vesper Boat Club

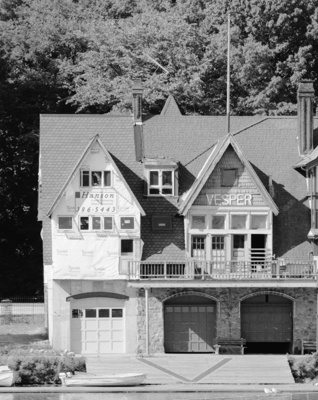
Bâtiment du Vesper Boat Club en 1972.

Le Versper Boat Club est un club amateur d'aviron basé au 10, Boathouse Row à Philadelphie aux États-Unis.

## Histoire
Créé en 1865 sous le nom de « Washington Barge Club », le Vesper Boat Club remporte l'épreuve olympique du huit en 1900, 1904 et 1964. Les membres du club John Kelly et Paul Costello gagnent le deux de couple olympique en 1920 et en 1924. Une équipe féminine est créée en 1970.